# Bartol Alvernski
Bartol Alvernski (Arezzo Alverne, Italija, oko 1333. – Cetina kod Vrlike, 1414.), hrvatski teološki pisac, podrijetlom Talijan. Bio je šesti vikar Bosanske vikarije i pisac.
U Bosnu došao kao svećenik sa zadatkom da obraća "krstjane bosanske crkve". Naučio je jezik bosanskih Hrvata i stekao ugled dobrog poznavatelja društvenih i crkvenih prilika u tadašnjoj Bosni. Bosanskom vikarijom upravljao je u više navrata (1366. – 1375., 1378. – 1381., 1390. – 1408.). Osim djela pravnog sadržaja Statua… super… regimine fratrum sacri conventus Syon, napisao i teološki spis Tractatus, quomodo debemus nos ponere ad recipiendum corpus Christi. Jelenić je o njemu zapisao: "Na književnom polju je praotac Bosne Srebrene".
Poseban doprinos za rasvjetljavanje vjerskih i političkih pitanja donose njegova pitanja (Dubia) upućena papi Grguru XI., putem svoga opumoćenika fra Berangerija Aragonskog koji predaje papi tekst s dvadest tri nejasnoće. Grgur XI. je 22. lipnja 1372. bulom Ad procurandam salutem animarum, imenovao teološku komisiju na čelu kojeg je Guaridad Lemarhec, biskup Quimpera, koji će mu poslati odgovore 1377. godine. 
Fra Bartul Alvernski, OFM bio je šesti, osmi i deseti vikar Bosanske vikarije. Na mjestu vikara naslijedio fra Franju iz Firenze. Dužnost je obnašao od 1366. do 1375. godine. Naslijedio ga je franjevac zasad nepoznata imena koji je bio vikar od 1375. do 1378. godine, nakon čega je opet bio vikar fra Bartul Alvernski od 1378. do 1381. godine. Ne zna se je li deveti vikar bio fra Marin Bodačić ili fra Bartul Alvernski, u razdoblju od 1381. do 1384. godine. Posljednji je put bio vikar od 1384. do 1408. godine.